# Club Esportiu Olímpic Móra d'Ebre
El Club Esportiu Olímpic Móra d'Ebre és un club de futbol català de la ciutat de Móra d'Ebre.

## Història
L'any 1920 es funda el Club Deportiu Móra d'Ebre per homes com José Balsells, Domingo Cervelló, Juan Descarrega, Fernando Solé, Bautista Boronat, Carlos Amorós, Santiago Hernández, Miguel Rojals, José Ametlla i Antonio Terré. El club participa en les competicions comarcals de la Federació Catalana de Futbol. Les dificultats, però, fan que el club pràcticament desaparegui fins a l'any 1928, en què el club torna a reorgantizar-se. El club guanyà el campionat comarcal el 1929. El 27 d'agost de 1932 s'inaugura el Camp Municipal d'Esports, amb un partit amb el Ginestar que guanya el club local per 1-0. Després del parèntesi de la Guerra el club emprengué de nou les activitats, però per falta de dirigents i de jugadors, aquestes se suspengueren el 1951.
El 1953 es dona d'alta a la Federació el Joventut Esportiva Móra d'Ebre. El setembre del 1954, ambdós clubs es fusionaren, adoptant el nom del club històric.
El 15 de desembre de 1980 es fundà el Club Esportiu Olímpic Móra d'Ebre. L'any 1992 es fusionà amb el C.D. Móra d'Ebre, conservant el nom de l'Olímpic.